# Chersodromia cursitans
Chersodromia cursitans är en tvåvingeart som först beskrevs av Zetterstedt 1819.  Chersodromia cursitans ingår i släktet Chersodromia och familjen puckeldansflugor. Arten är reproducerande i Sverige. Inga underarter finns listade i Catalogue of Life.